# Kościół bł. Władysława z Gielniowa w Olbrachcicach
Kościół pw. bł. Władysława z Gielniowa w Olbrachcicach – rzymskokatolicki kościół filialny zlokalizowany w Olbrachcicach (gmina Wschowa, województwo lubuskie). Należy do parafii Narodzenia Najświętszej Maryi Panny i św. Jana Apostoła w Siedlnicy.

## Historia
Świątynię wzniesiono w 1894 w stylu neoromańskim na miejscu wcześniejszej, drewnianej, którą ufundowała Urszula Kottwicz z domu Temeritz w 1646. Kościół ten uległ zniszczeniu w XIX wieku. W świątyni znajduje się dzwon spiżowy (wysokość: 104 cm, średnica: 92 cm), który jest datowany na rok 1793. Umieszczono na nim napis majuskułą: IOHANN GEORGE KRIEGER GOSS MICH IN BRESLAV IM IAR 1793, co w tłumaczeniu na język polski oznacza: Jan Jerzy Krieger odlał mnie we Wrocławiu w roku 1793.
Przy kościele stoją dwie statuy z postacią Jezusa Chrystusa (w tym jeden Dobry Pasterz). Na krzyżu misyjnym widnieją daty misji świętych przeprowadzonych przez franciszkanów: 1976, 1992, 2002.